# 下地島機場
下地島機場（日语：／ Shimojishima kūkō */?）是日本沖繩縣宮古島市下地島的一座機場，也是該國唯一的民用航空機師訓練機場。屬於第三種機場、跑道長達3000公尺，為準備香港快運航空在2019年7月19日開辦下地島機場航線，新的國際線航廈於2019年3月落成，為第一條國際線做好準備。

## 航空管制
| GND | 121.7 |       |
| TWR | 118.3 | 126.2 |
| DEP | 125.0 |       |
| APP | 120.3 | 121.2 |

- 運用時間
  - APP・DEP：8:00 - 19:30 (JST)
  - TWR：8:00 - 19:30 (JST)

管制是由國土交通省大阪航空局下地島空港事務所航空管制官担當。

## 航空保安無線施設
| 局名   | 識別信號 | 周波數(MHz) | 周波數(MHz) |
| 局名   | 識別信號 | VOR         | DME         |
| 下地島 | SJE      | 117.1       | 1205        |

維護是由國土交通省大阪航空局下地島空港事務所航空管制技術官担當。

## 航線
| 航空公司     | 目的地                      |
| ------------ | --------------------------- |
| 捷星日本航空 | 季節性：東京-成田           |
| 天馬航空     | 神戶、東京-羽田、福岡、那霸 |
| 香港快運航空 | 季節性：香港                |
| 真航空       | 首爾                        |
| 星宇航空     | 台北（2025年8月22日開航）   |

## 外部連結
- 下地島國際機場 官網
- 沖縄県の空港 下地島空港（页面存档备份，存于）（日語）
- 下地島空港施設株式会社（页面存档备份，存于） - 訓練予定が掲載されているほか、一般向けの宿泊施設も運営